# Trevin Giles
Trevin Dewayne Giles (San Antonio, Texas, Estados Unidos, 6 de agosto de 1992) es un artista marcial mixto estadounidense que compite actualmente en la división de peso medio de Ultimate Fighting Championship.

## Primeros años
Nació en San Antonio, Texas, Estados Unidos, y fue jugador defensivo de fútbol americano en la Alief Taylor High School de Houston, Texas. Giles comenzó a entrenar artes marciales cuando tenía 20 años.

## Carrera en las artes marciales mixtas

### Inicios
Comenzó su carrera profesional de MMA en 2014, derrotando Angelus Raymond McFarlane por sumisión. Pasaría a acumular un récord de 4-0 luchando en el circuito de Texas.
Luchó fuera de Texas por primera vez el 25 de marzo de 2015, cuando estaba programado para luchar contra Brendan Allen en Legacy FC 52. Venció al futuro peso medio de la UFC por sumisión.

Después de un TKO en el primer asalto de Robert McCarthy en Caribbean UFF 10, estaba programado para luchar contra Robert McCarthy en RFA 41. Sometió a McCarthy por sumisión en el segundo asalto.
En Legacy FC 59, estaba programado para luchar contra otro futuro peso medio de UFC, Ike Villanueva. Ganó el combate por sumisión en el tercer asalto.
Encabezó LFA 3 en un combate de peso medio contra Ryan Spann. Ganó el combate por decisión dividida.

### Ultimate Fighting Championship
Debutó en la UFC el 8 de julio de 2017 contra James Bochnovic en UFC 213. Ganó el combate por KO en el segundo asalto.
Se enfrentó a Antônio Braga Neto el 9 de diciembre de 2017 en UFC Fight Night: Swanson vs. Ortega. Ganó el combate por KO en el tercer asalto.
Se enfrentó a Zak Cummings el 18 de mayo de 2019 en UFC Fight Night: dos Anjos vs. Lee. Perdió el combate por sumisión en el tercer asalto.
Se enfrentó a Gerald Meerschaert el 3 de agosto de 2019 en UFC on ESPN: Covington vs. Lawler. Perdió el combate por sumisión técnica en el tercer asalto.
Se esperaba que se enfrentara a Antônio Arroyo el 8 de febrero de 2020 en UFC 247. Sin embargo, Arroyo se retiró un día antes del evento por problemas médicos y fue sustituido por James Krause. Ganó el combate por decisión dividida. Este combate le valió el premio a la Pelea de la Noche.
Se esperaba que se enfrentara a Jun Yong Park el 1 de agosto de 2020 en UFC Fight Night: Brunson vs. Shahbazyan. Sin embargo, Park fue retirado del combate el 23 de julio por supuestos problemas de viaje y sustituido por Kevin Holland. Justo antes de su abandono, se desmayó y el combate se canceló.
Se enfrentó a Bevon Lewis el 7 de noviembre de 2020 en UFC on ESPN: Santos vs. Teixeira. Ganó el combate por TKO en el tercer asalto.
Se esperaba que se enfrentara a Dricus du Plessis el 20 de marzo de 2021 en UFC on ESPN: Brunson vs. Holland. Sin embargo, du Plessis se retiró por problemas de visa y fue sustituido por Roman Dolidze. Ganó el combate por decisión unánime. 9 de los 17 miembros de los medios de comunicación otorgaron la victoria por decisión a Giles.
Se enfrentó a Dricus du Plessis el 10 de julio de 2021 en UFC 264. Perdió el combate por KO en el segundo asalto.
Se enfrentó a Michael Morales el 22 de enero de 2022 en UFC 270. Perdió el combate por TKO en el primer asalto.
Se enfrentó a Louis Cosce el 17 de septiembre de 2022 en UFC Fight Night: Sandhagen vs. Song. Ganó el combate por decisión unánime.
Giles se enfrentó a Preston Parsons el 25 de marzo de 2023 en UFC on ESPN 43.  Ganó la pelea por decisión dividida. 
Giles se enfrentó a Gabriel Bonfim en UFC 291 el 29 de julio de 2023, perdiendo la pelea por una sumisión de guillotina en el primer asalto. 
Giles se enfrentó a Carlos Prates el 10 de febrero de 2024 en UFC Fight Night 236.  Perdió la pelea por nocaut en el segundo asalto. 
Giles se enfrentó a Mike Malott el 2 de noviembre de 2024 en UFC Fight Night 246. Perdió la pelea por decisión unánime.

## Vida personal
Él y su esposa Coreyonna tienen un hijo (nacido en 2019). Es un oficial de policía, que trabaja para el Departamento de Policía de Houston.

## Campeonatos y logros
- Ultimate Fighting Championship
  - Pelea de la Noche (una vez) vs. James Krause[26]

## Récord en artes marciales mixtas
| Resultado | Récord | Oponente                  | Método                                             | Evento                                | Fecha                    | Ronda | Tiempo | Localización           | Notas                        |
| --------- | ------ | ------------------------- | -------------------------------------------------- | ------------------------------------- | ------------------------ | ----- | ------ | ---------------------- | ---------------------------- |
| Derrota   | 16-6   | Carlos Prates             | KO (puñetazo)                                      | UFC Fight Night: Hermansson vs. Pyfer | 10 de febrero de 2024    | 2     | 4:03   | Las Vegas, Nevada      |                              |
| Derrota   | 16-5   | Gabriel Bonfim            | Sumisión (guillotine choke)                        | UFC 291                               | 29 de julio de 2023      | 1     | 1:13   | Salt Lake City, Utah,  |                              |
| Victoria  | 16-4   | Preston Parsons           | Decisión (dividida)                                | UFC on ESPN: Vera vs. Sandhagen       | 25 de marzo de 2023      | 3     | 5:00   | San Antonio, Texas,    |                              |
| Victoria  | 15-4   | Louis Cosce               | Decisión (unánime)                                 | UFC Fight Night: Sandhagen vs. Song   | 17 de septiembre de 2022 | 3     | 5:00   | Las Vegas, Nevada      |                              |
| Derrota   | 14-4   | Michael Morales           | TKO (puñetazos)                                    | UFC 270                               | 22 de enero de 2022      | 1     | 4:06   | Anaheim, California    | Debut en el peso wélter.     |
| Derrota   | 14-3   | Dricus du Plessis         | KO (puñetazos)                                     | UFC 264                               | 10 de julio de 2021      | 2     | 1:41   | Las Vegas, Nevada      |                              |
| Victoria  | 14-2   | Roman Dolidze             | Decisión (unánime)                                 | UFC on ESPN: Brunson vs. Holland      | 20 de marzo de 2021      | 3     | 5:00   | Las Vegas, Nevada      |                              |
| Victoria  | 13-2   | Bevon Lewis               | TKO (puñetazos)                                    | UFC on ESPN: Santos vs. Teixeira      | 7 de noviembre de 2020   | 3     | 1:26   | Las Vegas, Nevada      |                              |
| Victoria  | 12-2   | James Krause              | Decisión (dividida)                                | UFC 247                               | 8 de febrero de 2020     | 3     | 5:00   | Houston, Texas         | Pelea de la Noche.           |
| Derrota   | 11-2   | Gerald Meerschaert        | Sumisión técnica (estrangulamiento por guillotina) | UFC on ESPN: Covington vs. Lawler     | 3 de agosto de 2019      | 3     | 1:49   | Newark, Nueva Jersey   |                              |
| Derrota   | 11-1   | Zak Cummings              | Sumisión (estrangulamiento por guillotina)         | UFC Fight Night: dos Anjos vs. Lee    | 18 de mayo de 2019       | 3     | 4:01   | Rochester, Nueva York  |                              |
| Victoria  | 11-0   | Antônio Braga Neto        | KO (puñetazos)                                     | UFC Fight Night: Swanson vs. Ortega   | 9 de diciembre de 2017   | 3     | 2:27   | Fresno, California     | Regreso al peso medio.       |
| Victoria  | 10-0   | James Bochnovic           | KO (puñetazo)                                      | UFC 213                               | 8 de julio de 2017       | 2     | 2:54   | Las Vegas, Nevada      | Debut en el peso semipesado. |
| Victoria  | 9-0    | Ryan Spann                | Decisión (dividida)                                | LFA 3                                 | 10 de febrero de 2017    | 3     | 5:00   | Lake Charles, Luisiana |                              |
| Victoria  | 8-0    | Ike Villanueva            | Sumisión (estrangulamiento del brazo)              | Legacy FC 59                          | 16 de septiembre de 2016 | 3     | 1:45   | Humble, Texas          |                              |
| Victoria  | 7-0    | Josh Clark                | Sumisión (estrangulamiento por detrás)             | RFA 41                                | 29 de julio de 2016      | 2     | 1:10   | San Antonio, Texas     |                              |
| Victoria  | 6-0    | Robert McCarthy           | TKO (puñetazos)                                    | Caribbean Ultimate Fist Fighting 10   | 21 de mayo de 2016       | 1     | 3:06   | Puerto España          |                              |
| Victoria  | 5-0    | Brendan Allen             | Sumisión (estrangulamiento por detrás)             | Legacy FC 52                          | 25 de marzo de 2016      | 2     | 1:47   | Lake Charles, Luisiana |                              |
| Victoria  | 4-0    | Larry Crowe               | TKO (puñetazos)                                    | Fury Fighting 8                       | 9 de octubre de 2015     | 2     | 1:48   | Humble, Texas          |                              |
| Victoria  | 3-0    | Terrance Ferguson         | TKO (puñetazos)                                    | Fury Fighting 7                       | 11 de julio de 2015      | 1     | 3:18   | Humble, Texas          |                              |
| Victoria  | 2-0    | Patrick Hutton            | Sumisión (barra de brazo)                          | Legacy FC 31                          | 13 de junio de 2013      | 1     | 2:11   | Houston, Texas         |                              |
| Victoria  | 1-0    | Angelus Raymond McFarlane | Sumisión (estrangulamiento de triángulo invertido) | Legacy FC 27                          | 31 de enero de 2014      | 1     | 1:15   | Houston, Texas         | Debut en el peso medio.      |